# Międzynarodowy Festiwal Piosenki i Kultury Romów
Międzynarodowy Festiwal Piosenki i Kultury Romów – największy festiwal Romów w Europie organizowany w Polsce od 1997 roku przez Don Vasyla.

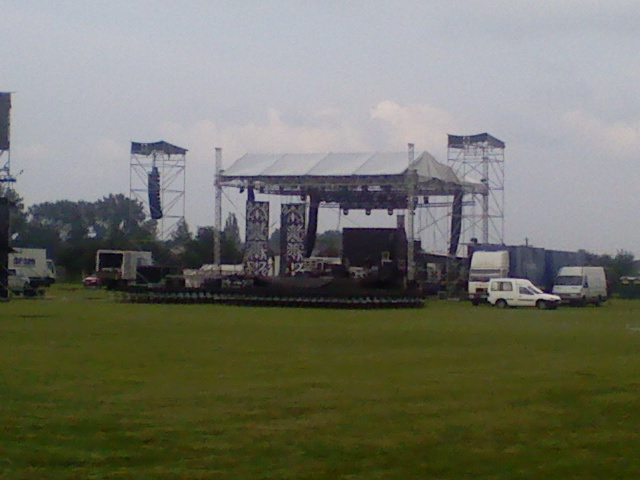
Budowa sceny w 2011 r.

Festiwal ma miejsce w Ciechocinku (1997-2007, od 2012), początkowo w zabytkowej muszli koncertowej, a od 2001 r. na stadionie miejskim „Zdrój”. W latach 2008–2011 organizowany był w Glinojecku na stadionie sportowo-rekreacyjnym.
Festiwal transmitowany jest przez TVP2 i TVP Polonia. Od 2008 r. prowadzą go Anna Popek i Dziani.
Festiwal nie został wyjątkowo transmitowany przez Telewizję Polską w 2014 roku, w związku z transmisją Międzynarodowego Festiwalu Romane Dyvesa – Cygańskie Dni 11-12 Lipca 2014

## Oglądalność w TV
Oglądalność festiwalu w kanale TVP2 wynosiła:
- 15 lipca 2017 – 2 253 751 widzów
- 16 lipca 2016 – 2 421 940 widzów
- 18 lipca 2015 – 2 215 705 widzów
- 20 lipca 2013 – 2 901 338 widzów
- 21 lipca 2012 – 3 190 030 widzów
- 23 lipca 2011 – 2 808 680 widzów
- 24 lipca 2010 – 2 295 610 widzów
- 18 lipca 2009 – 2 947 460 widzów
- 19 lipca 2008 – 2 543 130 widzów